# Pseudaletis antimachus
Pseudaletis antimachus is een vlinder uit de familie van de Lycaenidae. De wetenschappelijke naam van de soort is voor het eerst gepubliceerd in 1888 door Otto Staudinger.
De soort komt voor in Sierra Leone, Nigeria, Kameroen, Gabon, Congo-Brazzaville, Centraal Afrikaanse Republiek, Congo-Kinshasa, Oeganda en Tanzania.